# Каргапольцев, Сергей Константинович
Каргапольцев Сергей Константинович — доктор технических наук, профессор, ректор ИрГУПС(2018—2021), член Российской инженерной академии.

## Биография
Каргапольцев Сергей Константинович родился в 1961 году. После школы поступил в Иркутский политехнический институт на специальность «Инженер-механик».
После окончания ВУЗа в 1984 году, остался работать в институте сначала в должности инженера научно-исследовательского сектора, затем старшим преподавателем.
В 1994 году перешёл преподавать в Восточно-Сибирский институт МВД РФ доцентом кафедры «Общеприкладных дисциплин».
В 1995 году стал заведующим кафедры «Общеприкладных дисциплин».
В 2000 году защитил докторскую диссертацию по теме Технологии машиностроения: «Управление деформированным состоянием маложестких деталей типа пластин с подкреплением на основе его прогнозирования при проектировании технологического процесса»
В 2002 года был назначен в ИрГУПС профессором и заведующим кафедрой «Теоретическая и прикладная механика», а также деканом Электромеханического факультета.
В 2005 утвержден в должности проректора по научной работе ИрГУПС.
В январе 2017 стал первым проректором ФГБОУ ВО ИрГУПС.
С 27 января 2018 года избран ректором ИрГУПС. 18 января 2021 г. освобождён от занимаемой должности. 
Сергей Константинович является автором более 270 научных работ, в том числе 20 монографий, 50 патентов и авторских свидетельств.

## Награды
- Знак «Почетный работник высшего образования РФ»;
- Почётное звание «Заслуженный работник науки и высшей школы Иркутской области»;
- Почётная грамота Правительства Республики Бурятия;
- Почётная грамота Губернатора Иркутской области;
- Благодарность Министра транспорта РФ.